# 메가박스 코엑스
메가박스 코엑스(영어: MEGABOX COEX)는 대한민국의 복합 상영관으로, 메가박스의 플래그십 스토어다. 스타필드 코엑스몰 내에 있다. 경쟁사인 플래그십 스토어로는 CGV용산아이파크몰, 롯데시네마 월드타워가 있다. 롯데시네마 월드타워가 개관하기 전까지는 대한민국에서 상영관이 제일 많은 영화관이였다.

## 상영관
총 19관으로 구성되어 있다. 일반관, Dolby Cinema관 등이 있다.